# Lynne Cheney
Lynne Ann Vincent Cheney (Casper, 14 de agosto de 1941) é uma autora, estudiosa e ex-apresentadora de talk-show norte-americana. Ela é a esposa do 46.º vice-presidente dos Estados Unidos, Dick Cheney, e serviu como a segunda-dama dos Estados Unidos de 2001 a 2009.

## Infância e educação
Lynne Ann Vincent nasceu em 14 de agosto de 1941 em Casper, Wyoming. Sua mãe, Edna Lolita, tornou-se vice-xerife, e seu pai, Wayne Edwin Vincent, era engenheiro. Descendente de pioneiros mórmons e com raízes na Dinamarca, Suécia, Inglaterra, Irlanda e País de Gales, ela foi criada como presbiteriana e se tornou metodista após seu casamento com Dick Cheney. Lynne recebeu seu diploma de bacharel em literatura inglesa com as maiores honras do Colorado College. Ela continuou sua educação com um grau de Mestre das Artes da Universidade do Colorado em Boulder, e um PhD em literatura britânica do século 19 pela Universidade de Wisconsin-Madison. Sua dissertação foi intitulada "A possível perfeição de Matthew Arnold: Um estudo da tensão kantiana na poesia de Arnold".

## Carreira
Lynne foi a sexta presidente do National Endowment for the Humanities de 1986 a 1993. Em 1995, ela fundou o American Council of Trustees and Alumni, um think tank dedicado à reforma do ensino superior.
Ela é pesquisadora sênior em educação e cultura no American Enterprise Institute para pesquisa de Políticas Públicas. Ela também atua como diretora da Reader's Digest Association, Inc. De 1995 a 1998, Lynne atuou como co-apresentadora da edição de domingo do Crossfire da CNN, substituindo Tony Snow.
Lynne serviu no conselho de diretores da Lockheed Corporation de 1994 a 2001. Ela desistiu do cargo de US$ 120.000 por ano pouco antes da posse do marido. Ela atuou no conselho de administração da Lockheed e nos comitês de nomeação e governança corporativa.
Em 2000, ela foi mencionada como uma possível escolha conservadora feminina para a candidata republicana à vice-presidência na chapa de George W. Bush. O chefe nomeado do comitê de nomeação foi seu marido, Dick Cheney, então CEO da Halliburton, que acabou emergindo como escolha de Bush.
Como segunda-dama, ela falou repetidamente contra as letras violentas e sexualmente explícitas da música popular, incluindo as do rapper Eminem, pegando uma questão que ficou famosa originalmente pelo ex-vice-presidente Al Gore e sua esposa Tipper. Ela também criticou os desenvolvedores de videogames por conteúdo semelhante.
Em um episódio do The Daily Show de 10 de outubro de 2007, ela declarou sua oposição a uma emenda constitucional que proibia o casamento entre pessoas do mesmo sexo. Sua filha Mary é abertamente lésbica e Lynne Cheney e seu marido Dick apoiaram publicamente o casamento do mesmo sexo durante e após sua vice-presidência.

## Família
Lynne Cheney é casada com Richard "Dick" Cheney desde 1964. Eles têm duas filhas e sete netos. Suas filhas são Elizabeth Cheney e Mary Cheney.
Elizabeth, conhecida como Liz, nasceu em 28 de julho de 1966 e é casada com Philip Perry, ex-conselheiro geral do Departamento de Segurança Interna. Eles têm cinco filhos. Elizabeth se formou na Escola de Direito da Universidade de Chicago em 1996 e trabalhou como advogada de direito internacional, consultora e para o Escritório de Assuntos do Oriente Médio do Departamento de Estado. Ela é atualmente a representante dos EUA para o distrito eleitoral em geral do Wyoming, tendo sido eleita em 2016 e reeleita em 2018.
Mary Cheney nasceu em 14 de março de 1969. Ela mora com sua esposa, Heather Roan Poe, em Great Falls, Virgínia. O casal se casou em 22 de junho de 2012, em Washington, D.C., e estão juntas desde o início da década de 1990. Mary deu à luz o primeiro filho do casal, Samuel David Cheney, em maio de 2007, e seu segundo filho, a filha Sarah Lynne Cheney, em 18 de novembro de 2009. Mary foi uma das principais assessoras de campanha de seu pai e confidentes mais próximos. Em julho de 2003, ela se tornou a diretora de operações vice-presidenciais da campanha de reeleição presidencial de Bush-Cheney no ano seguinte, sendo uma parte vital da campanha. Até maio de 2000, ela foi gerente de relações corporativas lésbicas/gays da Coors Brewing Company. Em 2006, ela escreveu um livro sobre como trabalhar com seu pai.
Lynne Cheney tem um irmão, Mark Vincent, que mora em Wyoming com sua esposa, Linda.

## Vaga no Senado dos EUA por Wyoming
Lynne foi considerada uma possível candidata para concluir o mandato de Craig Thomas como senador dos EUA por Wyoming após sua morte em 2007. Um porta-voz afirmou que ela estava considerando o cargo, mas nunca assinou um pedido de candidatura. A própria Lynne reconheceu em uma entrevista de 2015 que considerou concorrer à cadeira no Senado. Se ela tivesse ganhado a cadeira, ela teria se tornado a primeira ex-segunda-dama a ser membro do Senado desde que Muriel Humphrey foi nomeada senadora por Minnesota após a morte de seu marido em 1978.

## Na cultura popular
Ela foi retratada por Amy Adams no filme Vice, sobre Dick Cheney, que foi lançado em 2018. Nesta sátira política, ela é retratada como uma força motriz dissimulada, fonte de inspiração e apoio por trás da ascensão de seu marido em Washington D.C.

## Obras publicadas

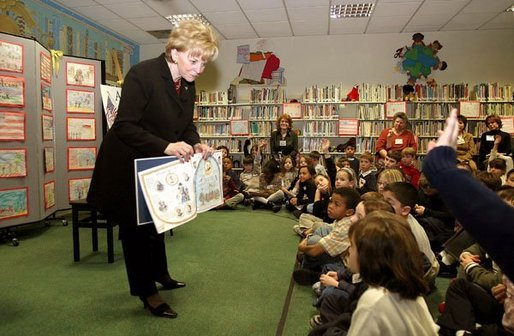
Lynne Cheney numa sessão pública de leitura da sua obra America: A Patriotic Primer em Vicenza Itália (2004).

Lynne Cheney é autora ou co-autora de vários livros:
- Executive Privilege (1979) (ISBN 0-671-24060-9)
- Sisters (1981; New American Library, Penguin Group) (ISBN 0-451-11204-0)
- American Memory: A Report on the Humanities in the Nations Public Schools (1987) (ISBN 0-16-004284-4)
- Academic Freedom (1992) (ISBN 1-878802-13-5)
- Telling the Truth (1995) (ISBN 0-684-82534-1)
- Kings of the Hill: How Nine Powerful Men Changed the Course of American History (1996) (ISBN 0-7567-5864-5)
- The Body Politic: A Novel (2000) (ISBN 0-312-97963-0)
- America: A Patriotic Primer (2002) (ISBN 0-689-85192-8)
- A is for Abigail : An Almanac of Amazing American Women (2003) (ISBN 0-689-85819-1)
- When Washington Crossed the Delaware : A Wintertime Story for Young Patriots (2004) (ISBN 0-689-87043-4)
- A Time for Freedom: What Happened When in America (2005) (ISBN 1-4169-0925-7)
- Our 50 States: A Family Adventure Across America (2006) (ISBN 0-689-86717-4)
- Blue Skies, No Fences: A Memoir of Childhood and Family (2007) (ISBN 978-1-4165-3288-0)
- We the People: The Story of Our Constitution (2008) (ISBN 1-4169-5418-X)
- James Madison: A Life Reconsidered (2014) (ISBN 978-0-670-02519-0)